# Paul Ferris
Richard Paul Ferris (* 2. Mai 1941 in Corby, Northamptonshire; † 30. Oktober 1995 in Bristol) war ein britischer Schauspieler, Filmkomponist und Drehbuchautor.

## Leben
Paul Ferris begann Anfang der 1960er Jahre seine Karriere als Schauspieler. Nach Episodenrollen in Fernsehserien und einer im Abspann ungenannten Nebenrolle im Spielfilm Verführen will gelernt sein... erhielt er 1966 die wiederkehrende Rolle des David Marlowe in der Serie Der Baron. Im selben Jahr begann er als Filmkomponist zu arbeiten; bis 1974 komponierte er die Musik für einige Kurzfilme sowie britische B-Movie-Horrorfilme; darunter Der Hexenjäger mit Vincent Price in der Hauptrolle. In diesem Film von 1968 hatte er zudem seine letzte Filmrolle unter dem Pseudonym Morris Jar. Er schrieb für zudem Produktionsmusik für De Wolfe Music; sein Stück In the Shadows fand (ohne Nennung seines Namens im Abspann) Verwendung in Die Ritter der Kokosnuß und Jabberwocky.
Zwei seiner Kompositionen konnten sich zudem in den britischen Charts platzieren. Das von Cliff Richard interpretierte Stück Visions erreichte 1966 Position 7 (Deutschland: Position 40); im darauf folgenden Jahr belegten The Shadows mit dem Instrumentaltitel Maroc 7 Position 24.
1974 endete das filmische Schaffen des an Chorea Huntington leidenden Ferris zunächst. Sein Buch Richard Burton – seine Filme – sein Leben. erschien in deutscher Sprache 1983. 1985 entstand die fünfteilige Miniserie The Detective, an deren Drehbuch er beteiligt war. 1995 beging er Suizid.

## Filmografie (Auswahl)

### Als Schauspieler
- 1964: Verführen will gelernt sein... (Rattle of a Simple Man)
- 1966: Der Baron (The Baron, Fernsehserie, 8 Folgen)
- 1968: Der Hexenjäger (Witchfinder General)

### Als Komponist
- 1966: The She Beast
- 1967: Im Banne des Dr. Monserrat (The Sorcerers)
- 1968: Der Hexenjäger (Witchfinder General)
- 1968: Das Blutbiest (The Blood Beast Terror)
- 1973: Nachts, wenn das Skelett erwacht (The Creeping Flesh)
- 1974: Verfolgung (Persecution)

### Als Drehbuchautor
- 1985: The Detective